# Namwirye (métro de Séoul)
Namwirye (en coréen : 남위례역) est une station de passage de la ligne 8 du métro de Séoul. Elle est située à Bokjeong-dong, Sujeong-gu, dans la ville de Seongnam, située au sud-est de Séoul, en Corée du Sud.
Ajoutée sur la ligne en 2021, elle est desservie par les rames de Seoul Metro.

## Situation sur le réseau

Plan du réseau (2023)

## Histoire
La station Namwirye est mise en service le 18 décembre 2021. C'est une station ajoutée sur un tronçon de ligne en aérien.

## Services aux voyageurs

### Desserte

Installations
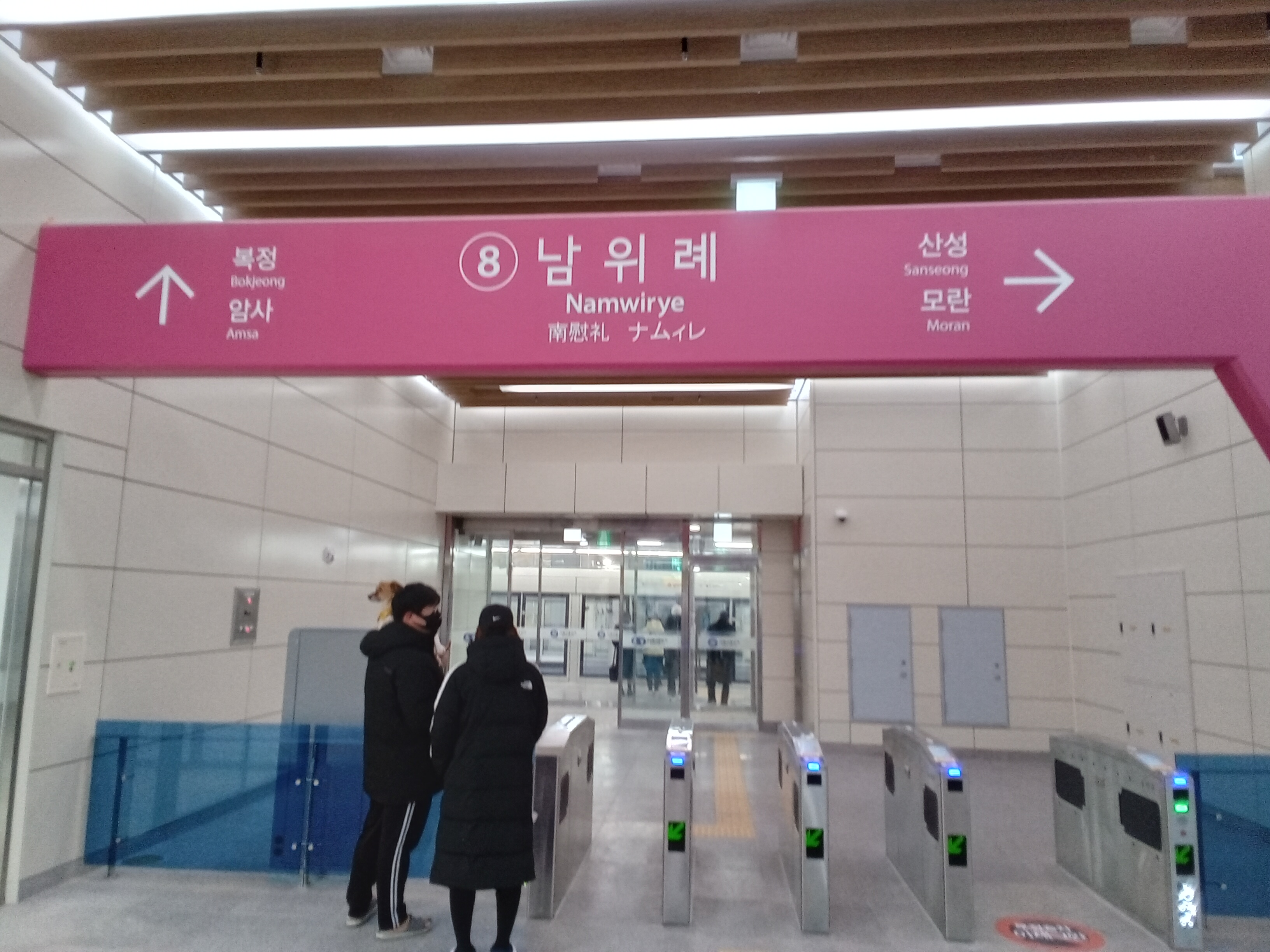
En 2021.
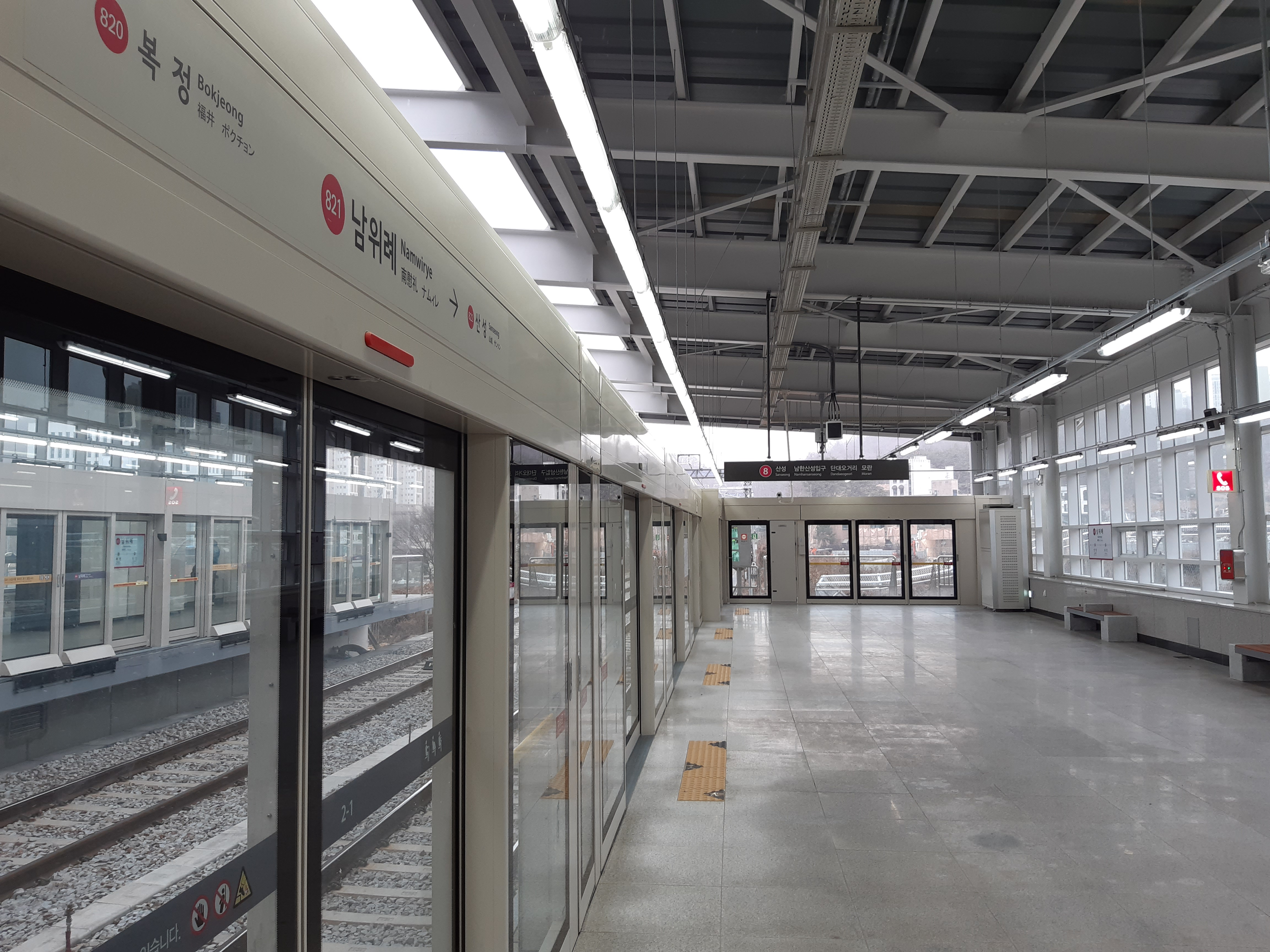
En 2021.
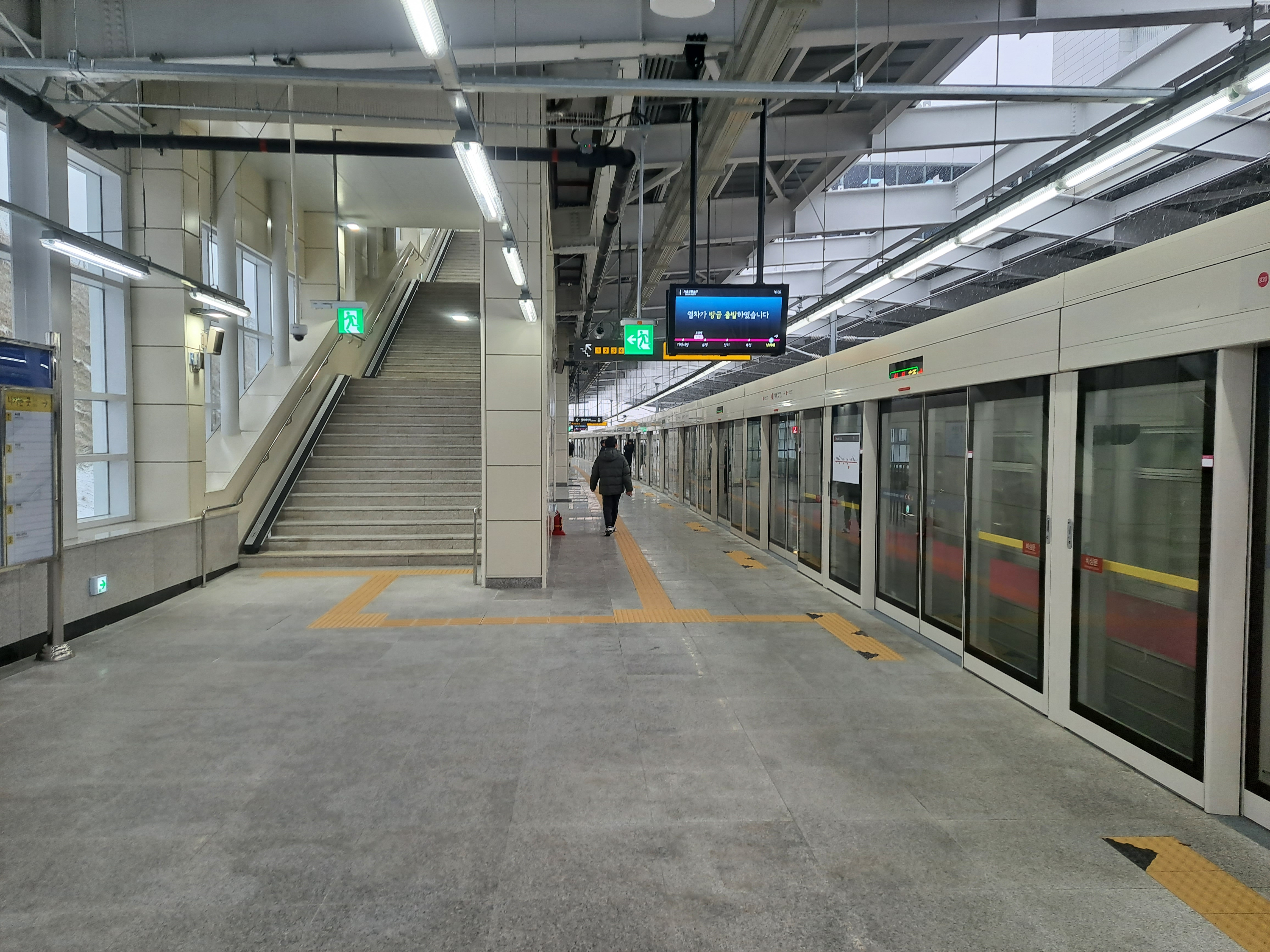
En 2021.